# ТЛТ-100А
ТЛТ-100А (Онежец-120) — трелёвочный трактор разработан для выполнения комплекса лесозаготовительных работ. Он предназначен для трелёвки деревьев, хлыстов и сортиментов. Трелёвочник оборудован лебедкой и специальным устройством для формирования воза, погрузки его на щит трактора, транспортировки и разгрузки. С помощью толкателя выполняет работы по подготовке волоков, погрузочных площадок, по ремонту усов и дорог, по окучиванию пачек деревьев и хлыстов на погрузочных площадках.
На трелёвочник ТЛТ-100 установлены:
- дизельный двигатель Д-245-16Л-522(-192) с турбонаддувом производства ПО «Минский моторный завод»
- усиленная рама
- пятиступенчатая коробка передач с шестернями постоянного зацепления и муфтами переключения
- ведущий мост с неразъемным картером бортовой передачи
- унифицированные раздельные гидроусилители управления трактором
- модернизированное технологическое оборудование и ходовая система
- новая кабина со встроенным каркасом безопасности, соответствующая эргономическим нормам

## Технические данные
- Длина, мм — 6 000
- Ширина, мм — 2 575
- Высота, мм — 3 000
- Колея, мм — 1 690
- Дорожный просвет, мм — 550
- Масса, кг — 11 200
- Марка двигателя — СМД-20Т.04
- Мощность двигателя, кВт (л. с.) — 88(120)
- Масса эксплуатационная, кг — 11 200